# Ruth Skoglund
Ruth Christina Skoglund, född 26 oktober 1893 i Gävle, död 16 juni 1945 i Saltsjöbaden, var en svensk målare.
Hon var dotter till grosshandlaren Ernst Engwall och Hilda Johansson och från 1925 gift med bankdirektören Axel Skoglund. Hon studerade oljemåleri för Nils Breitholz och miniatyrmåleri för Mattis Hahr-Grundell därefter kopierade hon i övningssyfte verk från Nationalmuseums samling. Hon medverkade i en utställning på Kulturmässan i Gävle 1933 och samlingsutställningar arrangerade av Gävleborgs konstförening och Föreningen Svenska Konstnärinnor. Ruth Skoglund är begravd på Gamla kyrkogården i Gävle.